# Lestodiplosis flaveolata
Lestodiplosis flaveolata är en tvåvingeart som först beskrevs av Johannes Winnertz 1853.  Lestodiplosis flaveolata ingår i släktet Lestodiplosis och familjen gallmyggor.
Artens utbredningsområde är Tyskland. Inga underarter finns listade i Catalogue of Life.